# Мампонг
Мампонг (англ. Mampong) — город в центре южной части Ганы в области Ашанти, центр одноименного муниципалитета.
Расположен в 214 км к северо-западу от столицы Ганы г. Аккра и 48 км к северу от г. Кумаси в северной части нагорья Мампонг. Западнее находятся заповедники Бумфум и Когьяэ. Недалеко от озера Босумтви и водохранилища Вольта.
Население Мампонга в 2019 году составляло 42 037 человек (в 2002 году здесь проживало 31 740 человек). Занимает 39 место по численности населения в своей стране (Гана), и 5 место в области Ашанти.
Население, в основном, занято в сельском хозяйстве, выращиванием какао, кофе и табака.
Климат саванный.

## История
Ранее с конца XVII по XIX век входил в состав раннефеодального государства Ашанти. Наряду с Кумаси, Мампонг являлся второй по значимости резиденцией королей народа ашанти.
Здесь функционирует технический колледж. Имеется пищевая промышленность.
Мампонг также является центром новой англиканской епархии Кононго-Мампонг, открывшейся в 2014 году.

## Известные уроженцы
- Асамоа, Джеральд (род.1978) — футболист.
- Африфа, Аквази Аманква (1936—1979) — ганский политический и военный деятель.
- Боатенг, Кингсли (род.1994) — футболист.
- Дей-Ананг, Майкл (1909—1977) — поэт, драматург и писатель.
- Нкетия, Квабена Джозеф (1921—2019) — учёный, африканист, музыковед, фольклорист, композитор.